# Zhang Ting-hu
Zhang Ting-hu (en chino, 張庭瑚; pinyin, Zhāng Tíng Hú) (Hsinchu, República de China, 20 de febrero de 1991) es un actor taiwanés.

## Biografía
Zhang nació el 20 de febrero de 1991 en la ciudad de Hsinchu, República de China. Su padre, Zhang Jian-xiang, era un coronel de la Fuerza Aérea quien murió cuando Zhang tenía diez años. De acuerdo con el informe oficial, el avión de caza en el que viajaba su padre durante una misión de rutina, un Dassault Mirage 2000, fue probablemente golpeado por un ave poco después de despegar y desapareció del radar. Su cuerpo fue encontrado por un barco pesquero. Zhang asistió y se graduó de la Universidad Nacional de Tecnología de Taipéi. 
Debutó como actor en 2013, tras interpretar al personaje de Cai Ming-yao en la serie Boys Can Fly. Zhang fue personalmente escogido por el director de dicha serie, Wang Shaudi, a quien había conocido en agosto de 2012 y quien había sido cautivado por sus "ojos melancólicos". Al año siguiente, obtuvo un rol secundario en la serie Apple in Your Eye. Zhang también ha actuado en series como The New World (2015), Age of Rebellion (2018) y más recientemente Brave to Love (2019).
A comienzos de 2015, Zhang anunció que iba a alistarse en el ejército para realizar su servicio militar obligatorio. Se alistó en el ejército el 8 de enero de 2015 y su servicio militar finalizó el 25 de diciembre. En 2018, interpretó al personaje principal de Xiao Gin en la película de comedia Secrets in the Hot Spring de Lin Guan-hui.

## Vida personal
Zhang mantuvo una breve relación con la también actriz Yang Ko-han, con quien actuó en el drama The New World. Yang se suicidó el 18 de julio de 2015 tras una larga batalla contra la depresión. Zhang, quien en aquel entonces estaba cumpliendo su servicio militar, fue quien encontró el cuerpo de Yang. De acuerdo con sus propias palabras, la muerte de Yang tuvo un fuerte impacto en él y se echó la culpa de lo sucedido. Además de comenzar a perder peso de forma alarmante, Zhang comenzó a caer en depresión y su estado de salud preocupó a su familia y amigos, quienes temieron que podría llegar a suicidarse también.
En marzo de 2016, Zhang comenzó a salir con la actriz Tsai Yi-chen, quien había sido una buena amiga de su anterior novia, Yang Ko-han. La pareja, sin embargo, se separó en mayo de 2017.

## Filmografía

### Series de televisión
| Año  | Título            | Rol           | Cadena | Notas     |
| ---- | ----------------- | ------------- | ------ | --------- |
| 2013 | Boys Can Fly      | Cai Ming-yao  | PTS    | Rol debut |
| 2014 | Apple in Your Eye | Chen Rong-hui | TTV    |           |
| 2015 | The New World     | Shen Zi-hong  | TTV    |           |
| 2018 | Age of Rebellion  | Lu Yi Feng    | TVBS   |           |
| 2019 | Brave to Love     | Ouyang Gua-ju | TTV    |           |

### Películas
| Año  | Título                           | Rol           | Notas     |
| ---- | -------------------------------- | ------------- | --------- |
| 2014 | Twa-Tiu-Tiann                    | Wen De        |           |
| 2018 | Secrets in the Hot Spring        | Xiao Gin      | Principal |
| 2018 | New Turn                         | Zhen Ting     |           |
| 2019 | Cafe Hyashigadou                 | Yamashita-san |           |
| 2019 | A Fool in Love, Love Like a Fool | Kang Yu-shuo  |           |

### Videos musicales
| Año  | Artista   | Canción                |
| ---- | --------- | ---------------------- |
| 2018 | Nicky Lee | "Will You Remember Me" |